# Département de Paclín
Le département de Paclín est une des 16 subdivisions de la province de Catamarca, en Argentine. Son chef-lieu est la ville de La Merced.
Le département a une superficie de 985 km2. Sa population s'élevait à 4 290 habitants, selon le recensement de 2001, d'où une densité de 4,4 hab./km2.

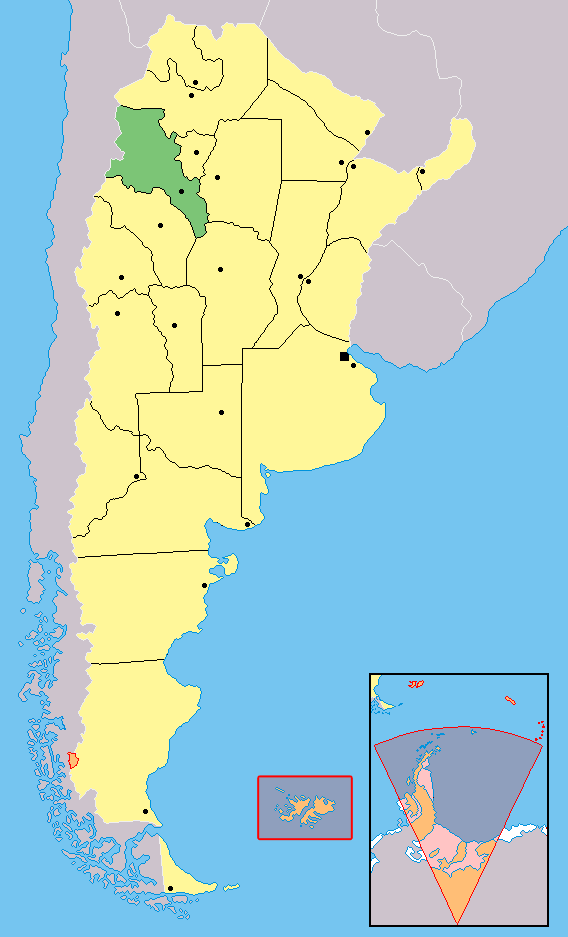
Localisation de la province de Catamarca en Argentine.